# Ноябрськ
Ноя́брськ (рос. Ноябрьск) — місто у складі Ямало-Ненецького автономного округу Тюменської області, Росія. Адміністративний центр та єдиний населений пункт Ноябрського міського округу.

## Географія
Місто розташоване в центральній частині Сибірських Увалів, на вододілі річок Об та Пур.

## Історія
Селище засноване 1976 на родових територіях ненецьких оленярів. Після навальної колонізації Ямало-Ненецького автономного округу, організованої органами СССР, селище 1982 вже отримало статус міста. Корінне ненецьке населення складає незначну меншину. Освіта ненецькою мовою у місті відсутня.

## Населення
Населення — 106930 осіб (2018, 110620 у 2010, 102949 у 2002).

## Особливості
У місті зосереджена значна українська громада, переважно родини працівників нафто-газової галузі, що походять з Галичини.
Місто-побратим в Україні — Коростень.